# Michelangelo (TMNT)
För andra betydelser, se Michelangelo (olika betydelser).
Michelangelo, Mikey är en fiktiv rollfigur som förekommer i berättelserna om de muterade sköldpaddorna Teenage Mutant Ninja Turtles. Hans bandanafärg är orange, förutom i Mirageserierna där alla fyra sköldpaddorna bär röd bandana. Michelangelos huvudvapen är dubbla nunchakus, även om han på grund av brittisk censur även använt sig av änterhake och tonfa då nunchakus där var bannlysta från serien eftersom vapnet var vanligt i kriminella gäng. Michelangelo är den snabbaste av sköldpaddorna och anses vara den mest godhjärtade och avslappnade.
Michelangelo namngavs efter Michelangelo Buonarroti, som målade taket i det sixtinska kapellet. Dock stavas hans namn ibland Michelangelo och ibland Michaelangelo.
Michelangelo tycker om att ha kul, och spelar en större roll i 1987 års tecknade TV-serie, riktad till en yngre publik, än i de ursprungliga och mörkare Mirageserietidningarna som är riktade till en äldre publik. Då han tar mindre ansvar ses han ofta som den yngste sköldpaddan, även om de fyra är ungefär lika gamla. Han kom att bli en stor symbol för det sena 1980-talets och det tidiga 1990-talets populärkulturella adaption av TMNT.
Vissa anser Michelangelo vara den först skapade i TMNT-gänget, eftersom då Kevin Eastman i november 1983 ritade en sköldpadda ritade han en sköldpadda med nunchakus i händerna.

## Personlighet
Michelangelo ser gärna på livets ljusa sidor. Han sitter gärna och tittar på TV och äter pizza och åker skateboard. Han känner ofta behov av att hjälpa de han anser vara mindre lyckliga än han själv, och undviker bråk med sina bröder. 
Michelangelo ser upp till Leonardo, men hamnar ofta i bråk med Raphael.
I flera versioner visas även mycket av hans starka kreativa sida, främst på att rita och måla.
I alla versionerna har han haft romantiska relationer, men alla hans flickvänner har haft utomjordiskt ursprung. I 1987 års tecknade TV-serie var det Neutrinoflickan Kala; I Imageserierna var det Horridus ("Sara"), en annan var den utomjordiska humanoiddinosaurieprinsessan ("Regenta") Seri, i volym 4. I den tredje långfilmen utvecklade han även stark vänskap med kvinnan Mitsu, ledare för en grupp rebeller som försöker störta Lord Norinaga. Därför, precis som Leonardo och Raphael (men för olika anledningar), önskade han stanna i det förgångna med henne.

## Serietidningar

### Mirageserierna
I de ursprungliga Mirageserierna tycker han om att ha kul och tar inte mycket ansvar. Även om han inte är lika ilsken som Raphael är han alltid redo att slåss. Han är dock mer seriös än i filmadaptionerna. Under berättelsens gång "adopterar" han en främmande katt, som han namnger Klunk', och stoppar också tjuvar från att stjäla leksaker som skall levereras till ett barnhem. Efter att ha fått stryk av Fotklanen ger sig sköldpaddorna, Splinter, April och Casey Jones till Casey Jones farmors bondgård i Northampton, Massachusetts. April är oroad över att Michelangelo skämtar mindre. Han lever ut sin ilska i ladugården genom att slå på en boxboll och slår mot ladugårdsväggen tills byggnaden rasar samman. Mot slutet av berättelsen har Michelangelo blivit gladare och mer optimistisk igen. Under tiden i ladugården visas hans intresse för serietidningar för första gången för läsaren, och han gör egna serier om sig själv som ronin i det feodala Japan. I "City at War" blir han kompis med Casey Jones adoptivdotter Shadow, som kallar honom "Rooish". I andra volymen försöker sköldpaddorna leva från varandra och Michelangelo flyttar in med April och Casey Jones så han kan stå Shadow nära. Under de två första volymerna försökte han agera "fredsmedlare" och hans närhet till Donatello behandlas; en kontrast till Leonardo och Raphael som ofta grälar. I volym 4 tar han arbete som turistguide för utomjordiska besökare på Jorden. Hans första (och hittills enda) turist är Regenta ("prinsessan") Seri av Styracodon-rasen. Michelangelo övertalar Seri att sticka från sina livvakter så att han kan ta henne på tur vid USA:s nordvästra kust. Dock uppstod trubbel då Seris livvakter fick reda på det, och anföll Michelangelo och transporterade honom till sin hemvärld, där han kastades i fängelse. Med hjälp av Triceraton-fången Azokk lyckades han fly fängelset, och räddades av en grupp triceratoner som kom för att rädda Azokk. Michelangelo spelade en mindre roll i volym 1 och 2 och hans skicklighet visades sällan. Detta ansågs bero att Leonardos ledarskapsroll behövde etableras, och att Donatello var Peter Lairds favoritsköldpadda, och Raphael var Kevin Eastmans favorit.

### Imageserierna
I serierna publicerade av Image Comics visas mer av hans sida som författare och poet. Han skriver också kärleksromanen "A Rose Among the Thorns".

### Archieserierna
I Teenage Mutant Ninja Turtles Adventures från Archie Comics påminner hans personlighet i stora drag om den i 1987 års tecknade TV-serie, då de första berättelserna är identiska. Då serien fortsatte var han här mer mogen än i TV-serien. Han utvecklade intresse för poesi. Under strid blev han tillfälligt bländad och tillfångatagen av USA:s militära styrkor, som torterade honom. Han räddades dock av de andra sköldpaddorna och räddade sedan livet på mannen som torterade honom. En av hans egenskaper i Archieserierna var också att kommunicera med vanliga djur. I en berättelse som utspelade sig i framtiden har han blivit konstnär och driver ett barnhem.

## 1987 års tecknade TV-serie
Michelangelos personlighet etablerades starkt i 1987 års tecknade TV-serie. Han sågs ofta som partykille, vilket bland annat besjöngs i titelmelodin (Michaelangelo is the party dude, "Michelangelo är partykillen"). Han är den som mest förknippas med uttrycket "Cowabunga". Han äter mer pizza än de andra sköldpaddorna, så mycket att Splinter i avsnittet Cowabunga, Shredhead under säsong 3 försökte hypnotisera honom (hypnosen upphörde i slutet av avsnittet).
Under säsong 3, i avsnittet By Bye Fly, förvandlar Baxter Stockman Michelangelo till en liten ökenråtta (med samma intelligens) med en mutationsstråle. De andra sköldpaddorna söker dock upp prylen och gör Michelangelo normal igen.
Hans röst i denna version ansågs av många påminna om en "knarkares", men det fanns inga drogreferenser och han var även med i en annan tecknad film, Cartoon All-Stars to the Rescue från 1990, som gjordes till antidrogkampanjen Just Say No. I den ursprungliga engelskspråkiga versionen av 1987 års tecknade TV-serie lästes hans röst av Townsend Coleman. På svenska lästes hans röst av Bosse Bergstrand (senare av Peter Sjöquist) i Media Dubbs dubbning och av Kenneth Milldoff i Sun Studios dubbning.

## 2003 års TV-serie
I 2003 års TV-serie läses Michelangelos röst av Wayne Grayson och i Svenska av Nick Atkinson.  Han kallas 'Mikey' och hans personlighet påminner mer om den i Miragserien än i 1987 års tecknade TV-serie. Han är fortfarande komisk, och refererar till populärkultur, även om han inte talar med surfarslang. Även här är hans huvudvapen nunchakus. Han är dock mer omogen än i 1987 års tecknade TV-serie och han gillar att reta och irritera sina äldre bröder, särskilt Raphael. Ett återkommande tema är att Michelangelo säger något, vanligtvis med rötter från 1987 års TV-serie, följt av att vanligtvis Raphael börjar bråka med honom. Raphael och Michelangelo hamnar ofta i bråk, men bryr sig om varandra då någon av dem är i fara. Michelangelo står Donatello nära. 
Michelangelo ses som lillebror men har stark medkänsla för andra, framför allt den hemlösa katten Klunk och han står också Leatherhead nära, även om de retas ibland. Michelangelo förlåter Leatherhead då en ilsken Leatherhead i avsnittet 'Hunted blir ilsken av vrede. Leatherhead bryr sig också om Michelangelo och ångrar sig då han tror han skadat honom, men blir lycklig då han upptäcker att Michelangelo lever och mår bra. 
I vissa avsnitt av serien tar Michelangelo på sig rollen som utklädd till hjälte, "Turtle Titan", och kämpar tillsammans med Silver Sentry och "Justice Force". Som Turtle Titan använder han rep både som vapen och för att förflytta sig.
Fastän han inte i högre grad är fokuserad på ninjutsu, och hellre läser serietidningar och tittar på film, är han en skicklig krigare och i avslutningen av säsong två blir han Battle Nexus-mästare, och anses vara den bäste krigaren i hela multiversum. Även om han vann på tur lyckades han sen vinna en ny match mot senaste finalisten, och fick medalj för sitt agerande i striden.
Tidigt under 2003 års TV-serie framställs han som den mest atletiska, även om han är mindre fokuserad på mental träning (vilket dock bör ses mycket som gammalt material under tidiga planer för karaktären, då han visat sig vara en effektiv krigare då nöden kräver). Dock har denna profil hela tiden följt med.

## 2012 års serie
I serien från 2012 är både kusarigama och nunchakus hans vapen, medan Greg Cipes läser hans röst.

## Filmer
I spelfilmerna beskrivs han som lättsam. En catch phrase av honom i filmerna är "I love being a turtle!" ("Jag älskar att vara sköldpadda") Då han var populär bland de yngre kommer han även med vissa planer (dock överdrivna) planer. I den första långfilmen fungerade han med Donatello medan Leonardo och Raphael grälade. I den första filmen och uppföljaren Teenage Mutant Ninja Turtles II - Kampen om Ooze, spelades han av Michelan Sisti; i Teenage Mutant Hero Turtles III av David Fraser. I alla tre spelfilmerna lästes hans röst av Robbie Rist.
I 2007 års film har han tagit jobb som underhållare på barnkalas som "Cowabunga Carl". Dock har han börjat sakna sina bröder. Olikt andra versioner får han har mest stöd av Donatello och inte Leonardo och Raphael. Då Leonardo återvänder från Centralamerika ger Michelangelo honom mest kramar, faller över soffan och ramlar på möbler, och ber honom att inte sticka iväg igen. Senare skämtar han även i svåra situationer, och han behåller sin humoristiska personlighet. Hans röst läses av Mikey Kelley. I denna version har han blå ögon där de andra har bruna. I övriga filmer har han dock bruna ögon. I denna film är han även skicklig skateboardåkare och gör flera tricks i underjorden.
I 2014 års långfilm spelades han av Noel Fisher.

## Datorspel
I datorspel baserade på 1987 års tecknade TV-serie är Michelangelo den långsammaste men starkaste sköldpaddan. Dock ändrades detta till spelen baserade på 2003 års TV-serie för att bättre spegla hans personlighet, och han blev istället snabbast medan Raphael är starkast.

## Stavning
På engelska och ibland även på svenska stavades hans namn tidigare "Michaelangelo", ett fel som rättades 2001 i samband med starten på volym 4 av originalserietidningarna. 1996 års TMNT-anime använde stavningen "Michelangelo". I reklampostern för 2007 års film syns hans namn stavat "Michaelangelo", även om filmen använder stavningen "Michelangelo" i rollistan.

## Övrigt
- På engelska låter uttalet av hans namn som "Majkelandjelo", ett uttal som Media Dubb ibland, men inte alltid, använde i sin dubbning till svenska av 1987 års tecknade TV-serie. På svenska uttalas namnet, liksom renässanskonstnären med samma namn, oftast som Michelangelo, där "ich" uttalas som i tyskans ord för jag: "ich". Ett annat uttal på svenska som använts är "Mickelangelo".